# Ипсен, Гюнтер
Гюнтер Ипсен (нем. Günther Ipsen; 20 марта 1899, Инсбрук, Австро-Венгрия, — 29 января 1984, Оберурзель, ФРГ) — австрийский социолог, демограф, филолог, историк. Последователь идей немецкого неогумбольдтианства. Профессор социологии Лейпцигского (1926—1933), Кенигсбергского (1933—1939) и Венского 1939—1945) университетов. Директор центра социальных исследований Вестфальского университета в Дортмунде (1951—1961).
Ипсен был одним из ведущих социологов нацистской Германии. Он был публично обвинён в связях с нацизмом и отстранён от преподавательской и исследовательской деятельности. Его идеи оказали большое влияние на социологию, и даже в 1960—1970-х годах его работы признавались пионерскими.
Помимо работ по социологии, вместе с В. Порцигом публиковал исследования по структурной лингвистике. Автор концепции «языковых полей» (1932), а также одной из ключевых работ о структурном анализе Фестского диска, критерии которой до настоящего времени используются для отбраковки очередных неудачных «дешифровок».

## Сочинения
- Ипсен Г. Фестский диск (опыт дешифровки) // Тайны древних письмён. Проблемы дешифровки. М. 1975.